# Gyónás

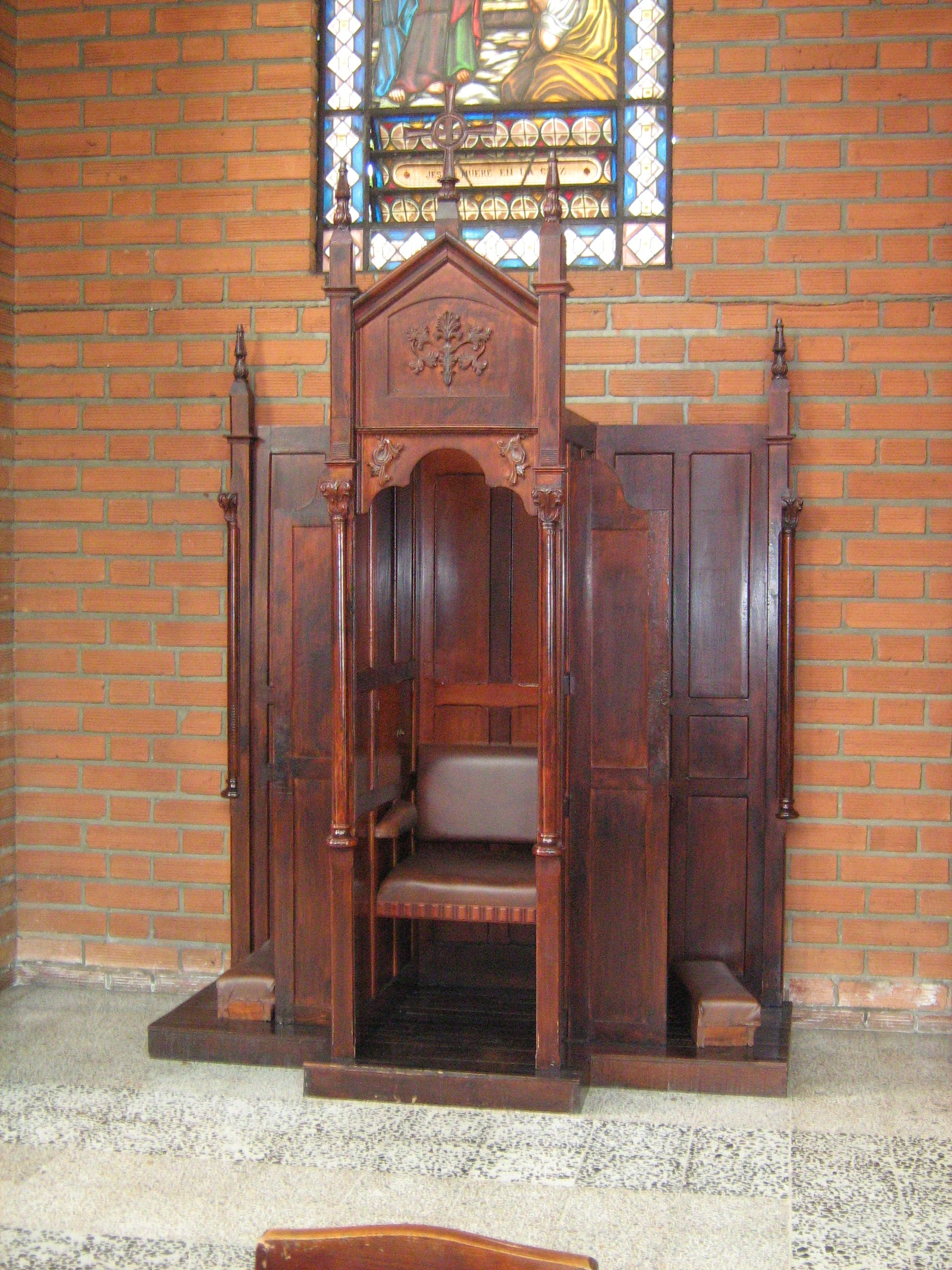
Gyóntató fülke, Szent Joachim templom, Medellín, Kolumbia

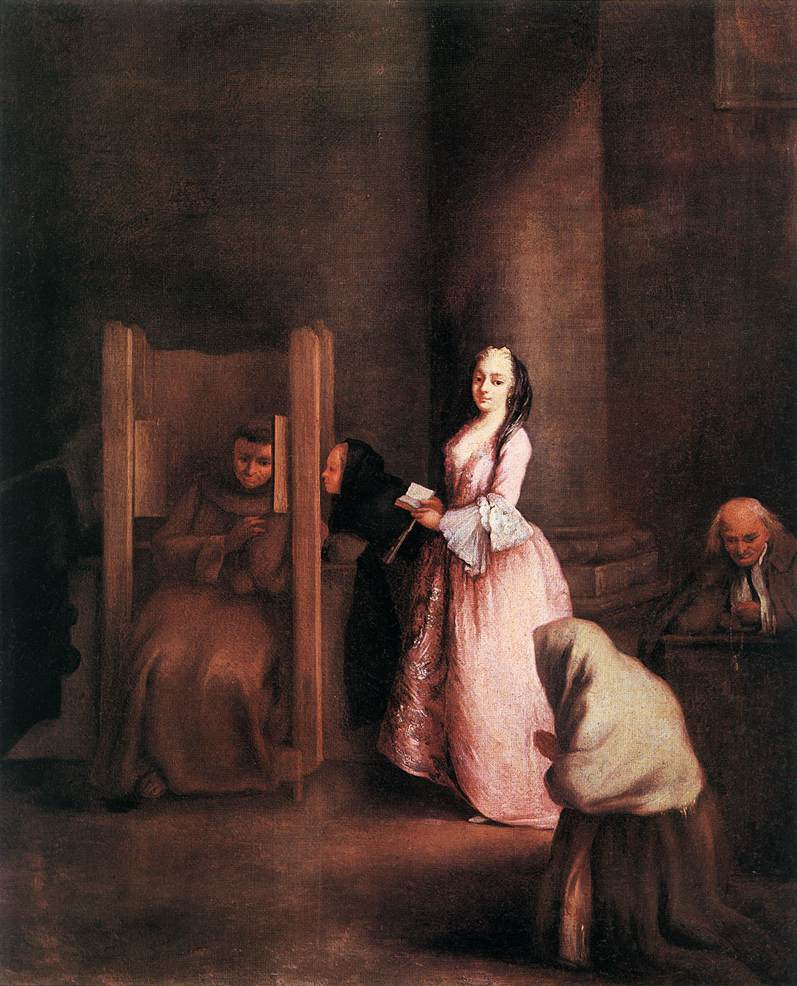
Pietro Longhi: A gyónás

A gyónás vagy  szentgyónás (latinul confessio) számos vallásban a bűnök (bűnösség) beismerése, bevallása. Különösen fontossá vált a katolikus és az ortodox kereszténységben, ahol a formális szentségi rendszer része.
Keresztény értelemben a megbánással és a javulás szándékával egybekötött bűnvallomás. A kereszténységben a bűn elsősorban Isten megbántása, a vele való közösség megszakítása. A katolikus tanítás alapján a gyónás során az Istennel való közösség helyreállítása történik.

## Története
Az ókori Babilonban egy titkos gyónást követeltek meg, mielőtt valakit teljesen beavattak volna a babiloni misztériumokba. Kétségkívül létezett a gyónás gyakorlata. Babilon vallási elképzelései és szokásai aztán máshol is elterjedtek.
Bizonyos fajta megvallásokat ismertek a Méd-Perzsa Birodalomban, Egyiptom, Hellász és Róma vallásaiban, még a kereszténység megjelenése előtt.
Az ókeresztény közösségekben "nyilvános gyónást" gyakoroltak, amikor a bűnbánó az egész egyháznak (közösségnek) feltárta bűneit, és minden jelenlévő keresztény imádkozott a bűnbánóért, és bűneit sajátjának tekintette.
Az 5. századra azonban ez a gyakorlat megszűnt.
Hippói Ágoston († 430) egyetlen írásában sem említi a nyilvános gyónást; ebből arra lehet következtetni, hogy az 5. században a gyónás már más formában történt. 
Az ír-skót szerzetesek a 6. századtól egész Európában terjesztették a fülbegyónást. A gyónás folyamatát a 9. századig többnyire nem szabványosították.

## A katolikus egyházban
A katolikus egyház szerint a gyónás Jézus által alapított bűnbánati szentség. 
A katolikus tanítás szerint ugyan a keresztség teljes bűnbocsánattal jár, de (a Katekizmus fogalmazása szerint) a keresztség „nem szabadít meg emberi természetünk gyöngeségétől és bűnre való hajlandóságunktól”. Ennek következtében a keresztség után is elkövethetünk bűnöket, és ezért van szükségünk a gyónásra, amelyben újra kiengesztelődhetünk Istennel, visszakapva a keresztségi kegyelem teljességét, a lelki tisztaságot.
A Jézus általi alapítást a katolikusok szentírási helyekre vezetik vissza. Például:
„Ahogy engem az Atya küldött, úgy küldelek én is titeket. … Akinek megbocsátjátok bűneit, az bocsánatot nyer, s akinek megtartjátok, az bűnben marad.” (János 20, 21-23)
„Bizony mondom nektek: amit megköttök a földön, a mennyben is meg lesz kötve, s amit feloldotok a földön, a mennyben is fel lesz oldva.”  (Máté 18,18)
A gyónáshoz szükséges: 
a) lelkiismeretvizsgálat, b) az elkövetett bűnök valódi megbánása, c) az őszinte szándék, hogy a jövőben kerüljük ezeket a bűnöket, d) a bűnök személyesen történő bevallása a gyóntató papnak, aki Isten nevében, Jézus helyetteseként hallgatja meg bűnmegvallást, jelöl meg jóvátételi feladatot (elégtételt, latinul: satisfactio, penitencia) és ad Isten nevében feloldozást (absolutio), e) a gyónó részéről a feloldozást követően a kiszabott elégtétel elvégzése.
A gyónás általában gyóntatófülkében (gyóntatószékben) vagy gyóntatószobában történik, négyszemközti beszélgetés keretében.
A gyóntató papot abszolút titoktartás kötelezi. Senkinek semmilyen körülmények között nem beszélhet arról, amit gyónásban tudott meg. Ha a gyónási titkot megsértené, akkor ez kiközösítéssel járna. A gyónási titok megtartásáért a papnak akár a mártírhalált is vállalnia kell. 
A katolikus egyházban a súlyos bűnök elkövetői csak gyónást követően járulhatnak áldozáshoz. Általánosságban pedig az egyház nyomatékosan ajánlja a híveinek, hogy évente legalább egyszer gyónjanak, akkor is, ha nem követtek el súlyos bűnt.

## Protestáns bűnvallomás
A bűnöknek a papok előtt való megvallását, a fülbegyónást a protestánsok elvetették, mert szerintük a bűneiket csak Istennek gyónhatják meg ki-ki az imájában vagy együtt az egész templomi gyülekezet, a lelkész előimádkozása mellett együttesen elmondott imában. A protestánsoknál ennek az imának az elmondása a tulajdonképpeni gyónás, de mivel közvetlenül ezután következik az úrvacsora, a protestánsok a gyónáson az úrvacsora vételét értik.
Boldog, akinek gonoszsága bocsánatot nyert, és akiknek bűne el van takarva. Boldog az, akinek az Úr nem tudja be vétkét, s akinek lelkében nincsen csalárdság. Amíg hallgattam, csontjaim megöregedtek, s egész nap jajgattam. Mert éjjel-nappal rám nehezedett kezed, ellankadt erőm, mint a nyár hevében. Megvallottam előtted bűnömet, gonoszságomat el nem rejtettem. Elhatároztam: ,,Megvallom magam ellen hűtlenségemet az Úrnak.' És te vétkem gonoszságát megbocsátottad. Hozzád fohászkodjon tehát minden szent alkalmas időben, akkor áradjanak bár a vizek, el nem érik őket. Te vagy menedékem, megőrzöl a veszedelemtől; Körülveszel a szabadulás örömével. Értelmet adok neked és megtanítlak az útra, amelyen járnod kell; Rajtad tartom szemem. Ne legyetek értelmetlenek, mint a ló és az öszvér: amelyeknek fékkel és zablával kell szorítani az állát, másként nem közelednek hozzád. Sok csapás éri a bűnöst, ám az Úrban remélőt irgalom övezi. Örvendjetek az Úrban és vigadjatok, igazak, ujjongjatok mindnyájan egyenes szívűek!

## A zsidó vallás bűnbocsánata
A zsidó vallás ünnepnapjainak hagyományos imádságoskönyve szerint az imádság, a megbánás és a „cedókó” (jótékony tettek) által lehetséges a bűnök bocsánata. A zsidók szerint az emberek ellen elkövetett bűnöket (az Isten ellen elkövetett bűnökkel szemben) előbb a lehetőségekhez képest jóvá kell tenni; jóvátétel nélkül nem lehetséges a bűn megbánása és a feloldozás.

## Misericordia Dei

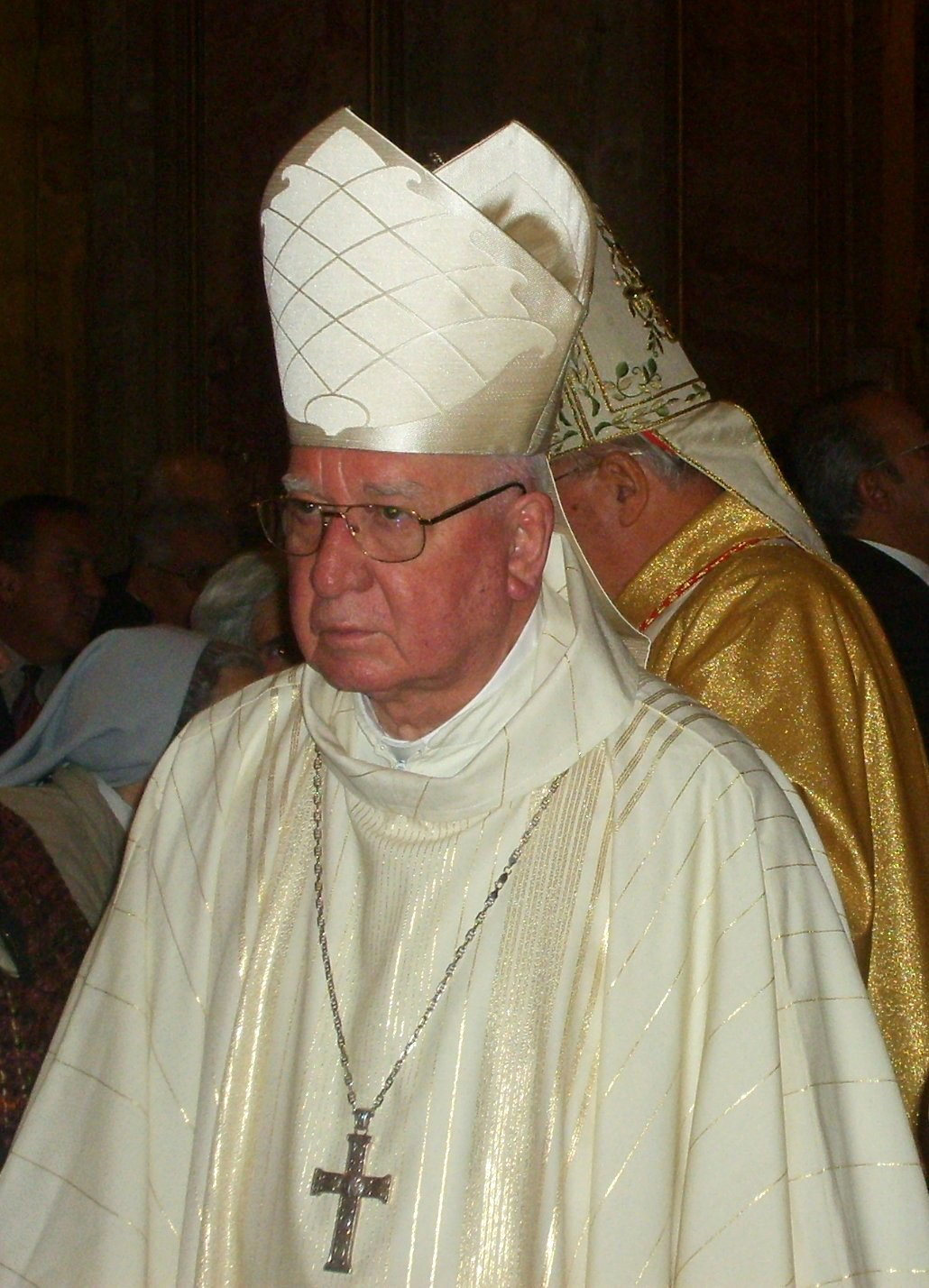
Jorge Arturo Medina Estévez bíboros

2002-ben „Misericordia Dei – Isten Irgalma” – címmel új dokumentum született a Vatikánban, amelyet II. János Pál pápa a gyónás szentségének szentelt. A Motu proprio (saját kezdeményezésből) formában a bűnbánat szentsége kiszolgáltatásának néhány szempontjáról írt apostoli levelet (litterae apostolicae motu proprio datae) május 2-án, amit Joseph Ratzinger bíboros, a Hittani Kongregáció prefektusa és Jorge Arturo Medina Estévez bíboros, a Szentségi és Istentiszteleti Kongregáció prefektusa mutatott be, melyben Ratzinger bíboros úgy fogalmazott:

„…a személy számára gyakran nehéznek tűnhet bűneinek megvallása, mivel megalázza büszkeségét, szembesül saját gyarlóságával. Ugyanakkor éppen erre van szükségünk, ezért szenvedünk, ezért zárkózunk be ártatlanságunk álomvilágába. A pszichiátriai terápiák során a pácienseknek legbensőbb énjük súlyos és veszélyes terheit kell felszínre hozniuk. A bűnbánat szentségében a gyónó bizalommal Isten irgalmas jóságára hagyatkozik, amikor megvallja vétkeit. Így a gyónás a megszabadulás tapasztalata, amelyben a múlt súlya tovatűnik, Isten kegyelme minden alkalommal visszaadja szívünk ifjúságát. ”